# ペニシェ
ペニシェ （Peniche [pɨˈniʃ(ɨ)] ( 音声ファイル)）は、ポルトガル、セントロ地方、レイリア県の都市（2001年時点で人口約15,000人）。教区6つを含めた同名の基礎自治体でもある。

## 歴史
16世紀以降に築かれた城壁の町として知られる。1609年、ヴィラ（町）に昇格した。海に面した場所にたつペニシェ要塞は、16世紀につくられたもので、サラザール独裁時代には刑務所として使われていた（アルヴァロ・クニャルが脱獄に成功したことで有名である）。1988年、都市の地位に昇格した。

## 地理
東はオビドス、南はロウリニャ、西と北は大西洋に接している。
ペニシェ市街は、陸繋島によって生まれたおよそ10kmの半島の上にある。半島の突端はカルヴォエイロ岬である。海岸は切り立った崖の美しい眺め、美しい砂浜からなる。ペニシェの半島の西沖合い10kmには、自然保護区であるベルレンガス島が浮かび、夏の間ベルレンガス島までの渡し船の拠点となっている。渡し船は小さなモータボート、漁船から中型船まで色々とあり、各社料金と滞在時間は同じようなものではあるが到着までの差が格段に違うので、見極める必要がある。
カルヴォエイロ岬を含む市域はベルレンガス諸島および海底谷のナザレ谷などを含む周辺海域と共にユネスコの生物圏保護区に指定されている。

## 経済
主要産業は漁業で、ポルトガル有数の漁港を持つ。